# 哈密廳

哈密厅（哈密办事大臣辖区）在新疆的位置（1820年）

哈密廳，中國清代甘肃省所轄的一個廳，後改屬新疆省。其地大致相當於今新疆维吾尔自治区哈密市的伊州区、伊吾縣一帶。初為散廳，後升為直隸廳。

## 建置沿革
哈密古称「昆莫」，塞人之地。
公元前2世纪初，稱伊吾盧，屬匈奴，為呼衍王王庭。東漢永平十六年（73年），明帝征匈奴取得伊吾盧，置宜禾都尉屯田。章帝時罷屯田，又歸匈奴。三國屬鮮卑西部。晉屬敦煌郡，置伊吾都尉。後前涼取之，仍置伊吾都尉。北魏置伊吾郡。後為西突厥佔據。隋大業六年（610年），煬帝派薛世雄攻取，建築新城，置伊吾郡，並號稱是新伊吾。隋末復為西突厥乘亂奪據。唐貞觀四年（630年），內附，置西伊州。貞觀六年（632年），置都督府，並改名伊州，下設伊吾、納職和柔遠三縣，其中今日的哈密當時即屬柔遠縣管轄。天寶初年，改為伊吾郡，不久又恢復原樣。廣德以後，失陷於吐蕃。五代為小月氏佔據，稱為胡盧磧。北宋雍熙以後，屬回鶻。耶律大石西遷後歸西遼。元屬畏吾兒，後在西域設别失八里等處行中書省，哈密屬之，並封察合台的後裔兀納失里為肅王，哈密成為他的封地。當時稱伊州為哈密力，從此哈密之名便沿用至今。
明洪武十三年（1380年），兀納失里開始向明朝納貢，封哈密國王。永樂二年（1404年）六月，兀納失里弟安克帖木兒遣使朝貢，封忠順王。永樂三年（1405年）春，安克帖木兒被鬼力赤毒死，兄子脫脫襲位，明朝並於次年三月置哈密衛，哈密國成為設有明朝羈縻衛所的王國。正德年間，哈密國被吐魯番汗國吞併。
清順治四年（1647年），入貢。康熙十七年(1678年)，为蒙古准噶尔部占领。康熙三十六年（1697年），哈密酋長額貝都拉降清，擒獻準噶爾汗噶爾丹之子色布騰巴勒珠爾，清朝授額貝都拉為札薩克，设哈密扎萨克旗，視同蒙古。額貝都拉子孫世襲爵位，管理哈密回民，稱哈密回王。
哈密廳初置時為散廳。乾隆二十四年（1759年），裁撤甘肅省靖逆廳，置哈密廳，設辦事大臣、協辦大臣、撫民通判、巡檢，隸屬於烏魯木齊都統。乾隆三十七年（1772年），改屬甘肅省鎮西府，安西道道員移駐巴里坤。光緒七年（1881年），辟為商埠。光緒十年（1884年），升為哈密直隸廳。光緒十二年（1886年），改屬新疆省，隸鎮迪道，副將駐防，且考語為「衝、繁」。民國二年（1913年）改為哈密縣。但哈密回王的统治形式上到民國十九年（1930年）才结束。

## 轄境
嘉慶年間，哈密廳轄多都摩垓、德多摩垓、格子煙墩、博羅圖阿璊、蘇木哈喇垓、阿斯塔納、托郭棲、拉布楚喀、哈喇都伯、察罕和羅海、賽巴什、塔勒納沁等城、村。
光緒中，哈密直隸廳分為三十五個區，有十四個大回莊。設星星峽、沙泉子、苦水、格子煙墩、長流水、黃蘆崗（以上為甘肅安西至哈密）、南山口、伊吾、頭堡、三堡、三道嶺、瞭墩、橙槽溝、一碗泉（以上在哈密西北）共十四個驛站。
卡倫
河源小堡、廟爾溝、上莫艾、哈什布喇、三間房、一碗泉、截達巴罕、頭道溝、柳樹溝、葫蘆溝、南山口、柵門口、三道柵、胡吉爾太、鹽池、土古魯、葦子硤、鹽水硤。

### 城池
清末、中華民國以後，哈密有回城、老城、新城之說：
- 哈密回城（原名鎮遠城、哈密舊城）：康熙五十六年（1717年）築。周長四里，有東、北二門。起初為哈密辦事大臣駐地，也是哈密回王、協辦旗務伯克駐地，維吾爾人聚居區。
- 哈密漢城（原名糧城、哈密新城，後稱老城），雍正五年（1727年）築，在舊城東北三里。周長一里許，有東、北、西三門，原為道員駐地。道員移駐烏魯木齊後，哈密辦事大臣移駐於此。
- 哈密滿城（原名新城，與老城相對），同治八年（1869年）築。